# Гарбени (Ботошани)
Гарбени (рум. Gârbeni) насеље је у Румунији у округу Ботошани у општини Хаварна. Oпштина се налази на надморској висини од 111 m.

## Становништво
Према подацима из 2002. године у насељу је живело 445 становника, од којих су сви румунске националности.